# Ōme-Marathon

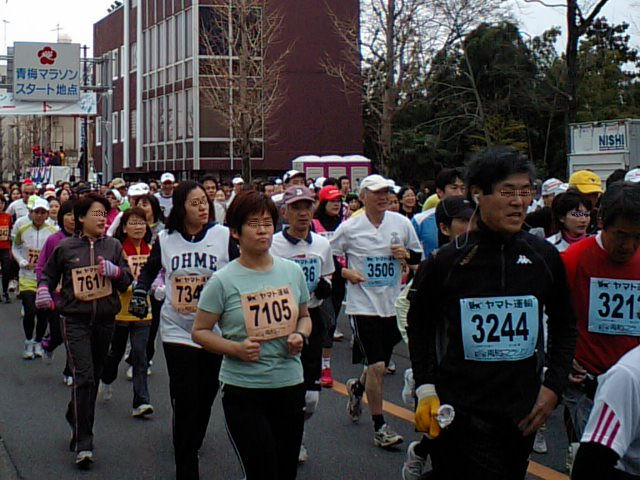
Ōme-Marathon (2011)

Der Ōme-Marathon (jap. 青梅マラソン Ōme Marason) ist ein Straßenlauf in Ōme, der seit 1967 im Februar stattfindet. Er ist trotz seines Namens kein Marathon über die klassische Distanz, denn die zu bewältigende Entfernung beträgt im Hauptlauf 30 km. Zur Veranstaltung gehört auch ein 10-km-Lauf, bei dem aus der Elite allerdings nur Frauen starten; für Männer gibt es lediglich Junioren- und Seniorenwertungen.
Der nach den Richtlinien von AIMS und IAAF vermessene Kurs ist eine Wendepunktstrecke, die entlang des Flusses Tama in das Gebiet des westlichen Nachbarorts Okutama führt. Das Profil ist wellig mit einer Höhendifferenz von knapp 80 m zwischen dem tiefsten und dem höchsten Punkt. Seit 1980 starten Frauen im Hauptwettbewerb. Toshihiko Seko hielt mit seinen 1981 erzielten 1:29:32 h bis 2019 den Streckenrekord, trat aber nur als Gastläufer an und wird daher in der Siegerliste nicht aufgeführt. 1996, 2008 und 2014 musste das Rennen wegen schwerer Schneefälle abgesagt werden. Des Öfteren haben bereits Hobby-Läufer aus Ōmes Partnerstadt Boppard an dieser Veranstaltung teilgenommen.

## Statistik

### Streckenrekorde
30 km
- Männer: 1:29:06 h, Ezekiel Cheboitibin (KEN), 2019
- Frauen: 1:38:35 h, Honami Maeda (JPN), 2020

10 km
- Frauen: 31:35 min, Rosa Mota (POR), 1987

### Siegerliste

#### 30 km
| Datum         | Männer               | Nation             | Zeit    | Frauen             | Nation                 | Zeit    |
| ------------- | -------------------- | ------------------ | ------- | ------------------ | ---------------------- | ------- |
| 16. Feb. 2020 | Masaya Taguchi       | Japan              | 1:30:45 | Honami Maeda       | Japan                  | 1:38:35 |
| 17. Feb. 2019 | Ezekiel Cheboitibin  | Kenia              | 1:29:06 | Kaori Yoshida      | Japan                  | 1:44:28 |
| 18. Feb. 2018 | Naoki Okamoto        | Japan              | 1:33:09 | Maki Ashi          | Japan                  | 1:44:14 |
| 19. Feb. 2017 | Ezekiel Cheboitibin  | Kenia              | 1:30:49 | Ami Utsunomiya     | Japan                  | 1:46:24 |
| 21. Feb. 2016 | Yuki Oshikawa        | Japan              | 1:31:37 | Miharu Shimokado   | Japan                  | 1:43:55 |
| 15. Feb. 2015 | Kiyokatsu Hasegawa   | Japan              | 1:33:06 | Megumi Amako       | Japan                  | 1:46:52 |
| 16. Feb. 2014 | abgesagt             | ---                | ---     | ---                | ---                    | ---     |
| 17. Feb. 2013 | Masaki Itō           | Japan              | 1:30:21 | Asami Katō         | Japan                  | 1:44:23 |
| 19. Feb. 2012 | Hideaki Tamura       | Japan              | 1:33:26 | Asami Katō         | Japan                  | 1:43:55 |
| 20. Feb. 2011 | Jason Lehmkuhle      | Vereinigte Staaten | 1:32:08 | Hiromi Ōminami     | Japan                  | 1:46:27 |
| 21. Feb. 2010 | Takashi Ōta -2-      | Japan              | 1:31:54 | Mara Yamauchi      | Vereinigtes Königreich | 1:43:24 |
| 15. Feb. 2009 | Hirokatsu Kurosaki   | Japan              | 1:32:50 | Tomoe Yokoyama -2- | Japan                  | 1:47:01 |
| 3. Feb. 2008  | abgesagt             | ---                | ---     | ---                | ---                    | ---     |
| 11. Feb. 2007 | Hiroki Tanaka        | Japan              | 1:32:12 | Aki Fujikawa       | Japan                  | 1:47:40 |
| 19. Feb. 2006 | Takashi Ōta          | Japan              | 1:30:48 | Yi Miaomiao        | Volksrepublik China    | 1:45:22 |
| 20. Feb. 2005 | Takehisa Okino       | Japan              | 1:31:37 | Mika Okunaga       | Japan                  | 1:46:11 |
| 15. Feb. 2004 | Shinsuke Satō        | Japan              | 1:33:17 | Mizuki Noguchi     | Japan                  | 1:39:09 |
| 16. Feb. 2003 | Kenjirō Jitsui       | Japan              | 1:33:23 | Tomoe Yokoyama     | Japan                  | 1:44:36 |
| 17. Feb. 2002 | Yūki Mori            | Japan              | 1:31:16 | Yukari Komatsu -2- | Japan                  | 1:45:16 |
| 18. Feb. 2001 | Makoto Ogura         | Japan              | 1:31:37 | Naoko Takahashi    | Japan                  | 1:41:57 |
| 20. Feb. 2000 | Takayuki Matsumiya   | Japan              | 1:31:18 | Tomoko Kai         | Japan                  | 1:47:43 |
| 21. Feb. 1999 | Toshiaki Kurabayashi | Japan              | 1:31:54 | Asami Obi          | Japan                  | 1:45:00 |
| 15. Feb. 1998 | Greg van Hest        | Niederlande        | 1:32:22 | Taeko Terauchi     | Japan                  | 1:46:37 |
| 16. Feb. 1997 | Toshiyuki Hayata     | Japan              | 1:30:57 | Mitsuko Sugihara   | Japan                  | 1:46:35 |
| 18. Feb. 1996 | abgesagt             | ---                | ---     | ---                | ---                    | ---     |
| 19. Feb. 1995 | Hisayuki Ōkawa       | Japan              | 1:30:49 | Yukari Komatsu     | Japan                  | 1:45:36 |
| 20. Feb. 1994 | Yasuyuki Watanabe    | Japan              | 1:31:22 | Eriko Asai         | Japan                  | 1:44:52 |
| 21. Feb. 1993 | Jun Hiratsuka        | Japan              | 1:30:57 | Hiroko Nomura      | Japan                  | 1:48:21 |
| 16. Feb. 1992 | Katsuhito Kumagai    | Japan              | 1:31:54 | Eiko Shinozuka     | Japan                  | 1:52:50 |
| 17. Feb. 1991 | Mitsunori Daigo      | Japan              | 1:32:04 | Mari Tanigawa      | Japan                  | 1:46:49 |
| 18. Feb. 1990 | Isao Yano            | Japan              | 1:33:02 | Reiko Hirosawa     | Japan                  | 1:58:24 |
| 19. Feb. 1989 | Katsumi Ikeda        | Japan              | 1:33:04 | Misako Fujii -2-   | Japan                  | 1:53:55 |
| 21. Feb. 1988 | Takao Nakamura       | Japan              | 1:30:52 | Misako Fujii       | Japan                  | 1:56:59 |
| 15. Feb. 1987 | Hideki Kita          | Japan              | 1:31:14 | Eileen Claugus     | Vereinigte Staaten     | 1:50:24 |
| 16. Feb. 1986 | Kunimitsu Itō -2-    | Japan              | 1:31:41 | Carolien Lucas     | Niederlande            | 1:53:18 |
| 17. Feb. 1985 | Kunimitsu Itō        | Japan              | 1:30:58 | Debbie Mueller     | Vereinigte Staaten     | 1:49:06 |
| 19. Feb. 1984 | Shinobu Murakoshi    | Japan              | 1:33:00 | Regina Joyce       | Irland                 | 1:45:58 |
| 20. Feb. 1983 | Greg Meyer           | Vereinigte Staaten | 1:31:05 | Naomi Kurahashi    | Japan                  | 1:52:11 |
| 21. Feb. 1982 | Kirk Pfeffer         | Vereinigte Staaten | 1:31:20 | Hiroko Kubota -2-  | Japan                  | 2:00:03 |
| 15. Feb. 1981 | Gerard Nijboer       | Niederlande        | 1:32:34 | Patti Catalano     | Vereinigte Staaten     | 1:44:25 |
| 17. Feb. 1980 | Randy Thomas         | Vereinigte Staaten | 1:30:44 | Hiroko Kubota      | Japan                  | 2:06:26 |
| 18. Feb. 1979 | Nobuaki Takao        | Japan              | 1:33:57 | ---                | ---                    | ---     |
| 19. Feb. 1978 | Mitsuo Suzuki        | Japan              | 1:33:41 | ---                | ---                    | ---     |
| 20. Feb. 1977 | Yoshirō Ajisawa      | Japan              | 1:34:36 | ---                | ---                    | ---     |
| 15. Feb. 1976 | Bill Rodgers         | Vereinigte Staaten | 1:33:07 | ---                | ---                    | ---     |
| 16. Feb. 1975 | Fumikatsu Okita      | Japan              | 1:34:36 | ---                | ---                    | ---     |
| 17. Feb. 1974 | Yoshinori Hara -2-   | Japan              | 1:32:25 | ---                | ---                    | ---     |
| 18. Feb. 1973 | Kenji Takami         | Japan              | 1:35:54 | ---                | ---                    | ---     |
| 20. Feb. 1972 | Yoshinori Hara       | Japan              | 1:35:45 | ---                | ---                    | ---     |
| 21. Feb. 1971 | Misao Yoneshige      | Japan              | 1:33:33 | ---                | ---                    | ---     |
| 22. Feb. 1970 | Akio Usami           | Japan              | 1:32:50 | ---                | ---                    | ---     |
| 23. Feb. 1969 | Takayuki Tanaka      | Japan              | 1:34:37 | ---                | ---                    | ---     |
| 25. Feb. 1968 | Mitsuo Ui            | Japan              | 1:31:33 | ---                | ---                    | ---     |
| 5. März 1967  | Gunzō Wakamatsu      | Japan              | 1:36:14 | ---                | ---                    | ---     |

#### 10 km
| Jahr | Athletin            | Nation                 | Zeit  |
| ---- | ------------------- | ---------------------- | ----- |
| 2020 | Momoko Akiyama      | Japan                  | 33:29 |
| 2019 | Kaori Morita        | Japan                  | 33:01 |
| 2018 | Yuka Sarumida       | Japan                  | 33:18 |
| 2017 | Mai Shinozuka       | Japan                  | 33:53 |
| 2016 | Hitomi Katakai      | Japan                  | 33:52 |
| 2015 | Yumi Motohiro       | Japan                  | 33:52 |
| 2014 | abgesagt            | ---                    | ---   |
| 2013 | Shiho Yahagi        | Japan                  | 33:22 |
| 2012 | Kazumi Hashimoto    | Japan                  | 33:40 |
| 2011 | Hiroko Shōi         | Japan                  | 33:40 |
| 2010 | Yūko Machida        | Japan                  | 33:40 |
| 2009 | Mara Yamauchi -3-   | Vereinigtes Königreich | 32:27 |
| 2008 | abgesagt            | ---                    | ---   |
| 2007 | Mara Yamauchi -2-   | Vereinigtes Königreich | 32:52 |
| 2006 | Mara Yamauchi       | Vereinigtes Königreich | 31:43 |
| 2005 | Xi Qiuhong          | Volksrepublik China    | 32:53 |
| 2004 | Junko Kumagai -2-   | Japan                  | 33:11 |
| 2003 | Junko Kumagai       | Japan                  | 33:03 |
| 2002 | Eri Ōkubo           | Japan                  | 33:28 |
| 2001 | Noriko Kimura       | Japan                  | 33:53 |
| 2000 | Hiromi Suzuki -2-   | Japan                  | 33:16 |
| 1999 | Petra Wassiluk      | Deutschland            | 33:21 |
| 1998 | Kumiko Takemoto     | Japan                  | 33:18 |
| 1997 | Hiromi Suzuki       | Japan                  | 34:06 |
| 1996 | abgesagt            | ---                    | ---   |
| 1995 | Miki Kitajima       | Japan                  | 33:07 |
| 1994 | Ayumi Satō          | Japan                  | 33:35 |
| 1993 | Wakako Kitaoka -2-  | Japan                  | 33:42 |
| 1992 | Wakako Kitaoka      | Japan                  | 33:42 |
| 1991 | Yumi Ishikawa       | Japan                  | 34:24 |
| 1990 | Satoe Minegishi -6- | Japan                  | 33:47 |
| 1989 | Satoe Minegishi -5- | Japan                  | 33:34 |
| 1988 | Ingrid Kristiansen  | Norwegen               | 31:38 |
| 1987 | Rosa Mota           | Portugal               | 31:35 |
| 1986 | Satoe Minegishi -4- | Japan                  | 36:48 |
| 1985 | Xing Ruiling        | Volksrepublik China    | 37:38 |
| 1984 | Dong Zhengmei -2-   | Volksrepublik China    | 36:15 |
| 1983 | Dong Zhengmei       | Volksrepublik China    | 37:44 |
| 1982 | Satoe Minegishi -3- | Japan                  | 38:31 |
| 1981 | Satoe Minegishi -2- | Japan                  | 35:28 |
| 1980 | Satoe Minegishi     | Japan                  | 38:41 |
| 1979 | Keiko Miki          | Japan                  | 39:33 |
| 1978 | Toshiko Kumagai -3- | Japan                  | 37:29 |
| 1977 | Toshiko Kumagai -2- | Japan                  | 36:17 |
| 1976 | Toshiko Kumagai     | Japan                  | 37:40 |
| 1975 | Kazumi Tanaka       | Japan                  | 39:36 |
| 1974 | Kazue Yoshida       | Japan                  | 37:31 |
| 1973 | Yasuko Nakamura     | Japan                  | 40:21 |